# Landschaftsschutzgebiet Aachen
Das Landschaftsschutzgebiet Aachen mit einer Fläche von 8131,26 ha umfasst sämtliche unter Landschaftsschutz stehende Gebiete auf dem Gebiet der Stadt Aachen. Es wurde mit dem Landschaftsplan der Stadt Aachen eingerichtet. Das Schutzgebiet umfasst 50,5 % der Stadtfläche.
Das Landschaftsschutzgebiet beinhaltet ein weites Spektrum an unterschiedlichen Landschaften – vom Aachener Wald im Süden, über landwirtschaftliche Nutzflächen am Rande der bebauten Stadtflächen, zum Beispiel in der Soers oder in Orsbach, bis hin zu den Parkanlagen am Lousberg oder dem Aachener Tierpark.
Der aktuelle Vorentwurf für einen neuen Landschaftsplan sieht vor, dass das Landschaftsschutzgebiet in 19 einzelne thematisch und regional eindeutigeren Landschaftsschutzgebiete aufgespalten wird sowie weitere Flächen zu insgesamt 20 neuen Naturschutzgebieten oder den bestehenden 12 Naturschutzgebieten hinzugefügt werden. Auch die Gesamtfläche der geschützten Gebiete wird erhöht, so dass trotz der neuen Naturschutzgebiete die 19 LSGs mehr Fläche umfassen als das bisherige LSG Aachen.